# Casa bianca (brano musicale)
mai più io scorderò;
mi rimane dentro il cuore
con la mia gioventù»
Casa bianca è un brano musicale composto da Eligio La Valle per la parte musicale con testi di Don Backy, che fu presentato al Festival di Sanremo 1968 nell'interpretazione, in abbinamento, di Ornella Vanoni e Marisa Sannia e si classificò al 2º posto.

## Il brano
Fu presentato al Festival di Sanremo 1968 da Ornella Vanoni, in abbinamento alla versione dell'allora emergente Marisa Sannia, che si rivelerà però quella di maggior successo commerciale con oltre 320 000 copie vendute.
La Vanoni aveva precedentemente registrato, in previsione della sua partecipazione al Festival, il provino di Che vale per me, raffinatissimo brano di Carlo Alberto Rossi che la cantante milanese avrebbe dovuto interpretare in abbinamento alla grande Sarah Vaughan (la quale però diede forfait e venne poi sostituita da Eartha Kitt). La Vanoni, che era andata a casa di Celentano per l'ascolto di un altro brano, Canzone (su proposta del suo autore Don Backy, che al Festival voleva cantarla in coppia con lei), finì però in quell'occasione per innamorarsi invece di Casa bianca, della quale venne dunque del tutto casualmente a conoscenza, e decidendo a tutti i costi di volerla presentare al Festival. 
Tale decisione scatenò l'inizio della ben nota contesa legale fra l'autore, Don Backy, ed Eligio La Valle, in merito alla paternità della parte musicale del brano. All'epoca Don Backy non poteva infatti intestare a suo nome le proprie composizioni, in quanto iscritto alla SIAE soltanto in qualità di paroliere, e colui che abitualmente firmava le composizioni del cantautore toscano (con relativo accordo di corresponsione dei relativi diritti a beneficio dello stesso Don Backy), il Maestro Detto Mariano, in questo caso era impossibilitato dal farlo, ma non sulla dichiarazione di paternità regolarmente depositata presso la SIAE (che indicava, per l'appunto, Don Backy e Detto Mariano come unici autori accreditati), bensì sul documento di presentazione al Festival, dove per regolamento un compositore poteva presentare in gara un solo brano, a differenza degli autori, che invece potevano presentarne più di uno.
Essendo, infatti, Detto Mariano già accreditato (per i motivi e gli accordi suddetti) come compositore di Canzone, che l'autore stesso, Don Backy, avrebbe dovuto presentare proprio al Festival, l'unico modo per far accedere alla gara anche Casa bianca era, di fatto, riuscire a farla firmare (sul documento di presentazione al Festival e non in SIAE) ad un altro compositore - in accordo con lo stesso Don Backy, garantito dal fatto che il documento da presentare al Festival non aveva alcuna validità ai fini della giusta corresponsione dei diritti SIAE - in modo che la commissione giudicante non avrebbe avuto problemi ad ammetterla.
Don Backy, tuttavia, si rifiutò di acconsentire a tale operazione, e secondo quanto da lui sostenuto, sarebbe stata la sua casa discografica di allora, il Clan di Adriano Celentano, a mandare al Festival Casa bianca per evitare che l'organizzatore Ravera, a seguito di un eventuale forfait della Vanoni (effettivamente minacciato dalla stessa) in mancanza di quel pezzo, potesse poi creare problemi anche all'altro brano presentato quell'anno dal Clan, e cioè Canzone. Nel documento di presentazione al Festival, la firma che vedeva Don Backy accreditato come paroliere, secondo quanto affermato dal cantautore, sarebbe stata falsificata, e la parte musicale attribuita ad un compositore fittizio, Eligio La Valle.
Sarebbe stato proprio questo il motivo per cui Don Backy avrebbe deciso di interrompere i rapporti con il Clan Celentano, compromettendo anche la sua partecipazione al Festival, dove Canzone fu invece presentata dallo stesso Adriano Celentano in coppia con Milva. Alla kermesse sanremese il brano si piazzerà terzo, mentre Casa bianca arriverà seconda alle spalle della canzone vincitrice, Canzone per te, nella doppia interpretazione di Sergio Endrigo e Roberto Carlos.
La vicenda proseguì in tribunale: Celentano denunciò Don Backy per aver rotto il contratto, mentre quest’ultimo a sua volta denunciò il Molleggiato per royalties non pagate al 100% sui dischi realizzati da lui. Le versioni di questa vicenda sono divergenti, ma nel 1974 Celentano addivenne spontaneamente ad una transazione. Per ciò che riguarda Casa bianca, Eligio La Valle arriverà invece ad impugnare l'effettiva paternità del brano (per la sola parte musicale) chiedendo la corresponsione dei relativi diritti. Seguirono ben nove gradi di giudizio con la sorprendente decisione finale che vide la composizione del brano assegnata proprio a La Valle.

## 45 giri
Dopo il Festival viene pubblicato il singolo Casa bianca/Serafino della Vanoni, mentre la Sannia, resa nota dalla partecipazione a Settevoci, incide il disco Casa bianca/Gli occhi miei, il cui lato B è un brano presentato alla stessa edizione della manifestazione canora.

## Cover
Il brano fu interpretato anche dallo stesso Don Backy e da Dalida. Ne incise un 45 giri anche Gianni Nazzaro dal titolo  La vita/Casa bianca, inoltre è stato inserito anche in un album dei Camaleonti dal titolo Io per lei.
Nel 1968 Vicky ha inciso la cover in inglese intitolata White House con testo di S. Kaneko, per l'album Summertime forever (Philips Records, 844 344 PY), pubblicato in Germania.